# Henrik Birnbaum
Henrik Maximilian Birnbaum (* 13. Dezember 1925 in Breslau; † 30. April 2002 in Los Angeles) war ein Slawist und Historiker.

## Leben
Henrik Birnbaum wuchs in Warschau auf, verließ die Stadt aber zu Beginn des Zweiten Weltkrieges 1939 und ging nach Schweden. Dort studierte er Slawistik, Germanistik, Skandinavistik sowie Vergleichende Literaturwissenschaften und schloss sein Studium in Stockholm 1954 mit einem Magister ab. 1954 promovierte er in Slawistik und war anschließend Dozent an der Universität Stockholm. Nachdem er 1960 Gastdozent an der Harvard University gewesen war, verließ er 1961 Schweden endgültig und ging in die USA nach Los Angeles. Dort war er am UCLA College zunächst bis 1964 als Gastprofessor (Associate Professor), anschließend bis 1994 ordentlicher Professor für slawische Sprache und Literatur. 1972 bis 1973 war er als Professor für balkanromanische, slawische sowie baltische Sprachen an der Universität München tätig. Ab 1992 bis zu seinem Tod war er Leiter der Fakultät für Mittelalter an der Zentraleuropäischen Universität in Budapest. 1994 emeritierte Henrik Birnbaum.
Birnbaum war verheiratet und hatte zwei Kinder.

## Werke
Das wissenschaftliche Augenmerk Birnbaums waren vor allem die slawischen, baltischen, balkanromanischen Sprachen, indo-europäische Studien, theoretische und typologische Linguistik, mittelalterliche, slawische Zivilisationen, Semiotik sowie moderne russische Literatur. Insgesamt verfasste er 20 Bücher bzw. Monographien und etwa 400 wissenschaftliche Veröffentlichungen. Eine Auswahl nachfolgend:
- Untersuchungen zu den Zukunftsumschreibungen mit dem Infinitiv im Altkirchenslavischen. Ein Beitrag zur historischen Verbalsyntax des Slavischen, Stockholm 1958, Dissertation
- Slaverna och deras grannfolk. En kort orientering (Die Slawen und ihre Nachbarn. Eine kurze Orientierung), Uppsala 1961
- Studies on Predication in Russian I, Santa Monica, CA 1964
- Studies on Predication in Russian II, Santa Monica, CA 1965
- Problems of Typological and Genetic Linguistics Viewed in a Generative Framework, The Hague 1970
- On Medieval and Renaissance Slavic Writing. Selected Essays, The Hague 1974
- Common Slavic: Progress and Problems in its Reconstruction, Cambridge, MA, 1975
- Doktor Faustus und Doktor Schiwago. Versuch über zwei Zeitromane aus Exilsicht, Lisse 1976, ISBN 90-316-0092-X
- Linguistic Reconstruction: Its Potentials and Limitations in a New Perspective, Washington, D.C. 1977
- Lord Novgorod the Great: Essays in the History and Culture of a Medieval City-State. Part One: The Historical Background, Columbus, OH 1981
- Essays in early Slavic civilization = Studien zur Frühkultur der Slaven, München 1981, ISBN 978-3-7705-2024-4
- Recent Advances in the Reconstruction of Common Slavic (1971–1982) (mit P.T. Merrill), Columbus, OH 1984
- Lord Novgorod the Great: Sociopolitical Experiment and Cultural Achievement, Los Angeles 1985
- Praslavianskii iazyk. Dostizhenia i problemy v ego rekonstruktsii, Moskau 1987
- Novgorod and Dubrovnik: Two Slavic City Republics and Their Civilization, Zagreb 1989
- Aspects of the Slavic Middle Ages and Slavic Renaissance Culture, New York/Bern/Frankfurt am Main/Paris 1991, ISBN 0-8204-1057-8
- Novgorod in Focus, Columbus, OH 1996
- Altkirchenslavische Studien – Teil: 1., Das altkirchenslavische Wort : Bildung, Bedeutung, Herleitung (mit Jos Schaeken), München 1997, ISBN 978-3-87690-741-3
- Altkirchenslavische Studien – Teil: 2., Die altkirchenslavische Schriftkultur: Geschichte, Laute und Schriftzeichen, Sprachdenkmäler (mit Jos Schaeken), München 1999, ISBN 978-3-87690-741-3

## Auszeichnungen
- 1964/65 Guggenheim Fellow
- ab 1981 korrespondierendes Mitglied der Kungliga Vitterhetsakademien (Königlich Schwedische Gelehrsamkeits-, Geschichts- und Altertümer-Akademie)
- ab 1986 korrespondierendes Mitglied der Jugoslawischen/Kroatischen Akademie der Wissenschaften und Künste
- ab 1988 Ausländisches Mitglied der Polnischen Akademie der Wissenschaften
- ab 1992 Mitglied der American Academy of Arts and Sciences[1]
- 1985 Ehrenmitglied der Phi Beta Kappa
- 1995 Ehrendoktorwürde der Neofit-Rilski-Universität in Blagoewgrad, Bulgarien